# Marcelo Nicolás Benítez
Marcelo Nicolás Benítez (San Francisco Solano, 13 gennaio 1991) è un calciatore argentino, difensore dell'Atenas (RC).

## Carriera
Cresciuto nelle giovanili del Defensa y Justicia, ha esordito in prima squadra il 20 marzo 2011 in occasione del match pareggiato 2-2 contro l'Independiente Rivadavia.

## Statistiche

### Presenze e reti nei club
Statistiche aggiornate al 17 marzo 2018.
| Stagione                  | Squadra                   | Campionato                | Campionato | Campionato | Coppe nazionali | Coppe nazionali | Coppe nazionali | Coppe continentali | Coppe continentali | Coppe continentali | Altre coppe | Altre coppe | Altre coppe | Totale | Totale | Totale |
| Stagione                  | Squadra                   | Comp                      | Pres       | Reti       | Comp            | Pres            | Reti            | Comp               | Pres               | Reti               | Comp        | Pres        | Reti        | Pres   | Reti   |        |
| ------------------------- | ------------------------- | ------------------------- | ---------- | ---------- | --------------- | --------------- | --------------- | ------------------ | ------------------ | ------------------ | ----------- | ----------- | ----------- | ------ | ------ | ------ |
| 2010-2011                 | Defensa y Justicia        | BN                        | 7          | 0          | CA              | 0               | 0               |                    | -                  | -                  |             | -           | -           | 7      | 0      |        |
| 2011-2012                 | Defensa y Justicia        | BN                        | 30         | 2          | CA              | 1               | 0               |                    | -                  | -                  |             | -           | -           | 31     | 2      |        |
| 2012-2013                 | Defensa y Justicia        | BN                        | 10         | 0          | CA              | 1               | 0               |                    | -                  | -                  |             | -           | -           | 11     | 0      |        |
| 2013-2014                 | Defensa y Justicia        | BN                        | 41         | 2          | CA              | 1               | 0               |                    | -                  | -                  |             | -           | -           | 42     | 2      |        |
| 2014                      | Defensa y Justicia        | PD                        | 13         | 0          |                 | -               | -               |                    | -                  | -                  |             | -           | -           | 13     | 0      |        |
| 2015                      | Defensa y Justicia        | PD                        | 26         | 1          | CA              | 3               | 0               |                    | -                  | -                  |             | -           | -           | 29     | 1      |        |
| 2016                      | Defensa y Justicia        | PD                        | 5          | 0          | CA              | 0               | 0               |                    | -                  | -                  |             | -           | -           | 5      | 0      |        |
| Totale Defensa y Justicia | Totale Defensa y Justicia | Totale Defensa y Justicia | 132        | 5          |                 | 6               | 0               |                    | -                  | -                  |             | -           | -           | 138    | 5      |        |
| 2016                      | Godoy Cruz                | PD                        | 0          | 0          | CA              | 2               | 0               |                    | -                  | -                  |             | -           | -           | 2      | 0      |        |
| 2016-2017                 | Godoy Cruz                | PD                        | 23         | 1          | CA              | 1               | 0               | CL                 | 4                  | 0                  |             | -           | -           | 28     | 1      |        |
| Totale Godoy Cruz         | Totale Godoy Cruz         | Totale Godoy Cruz         | 23         | 1          |                 | 3               | 0               |                    | 4                  | 0                  |             | -           | -           | 30     | 1      |        |
| 2016-2017                 | Belgrano                  | PD                        | 0          | 0          | CA              | 1               | 0               |                    | -                  | -                  |             | -           | -           | 1      | 0      |        |
| 2017-2018                 | Belgrano                  | PD                        | 18         | 0          | CA              | 0               | 0               |                    | -                  | -                  |             | -           | -           | 18     | 0      |        |
| Totale carriera           | Totale carriera           | Totale carriera           | 173        | 6          |                 | 10              | 0               |                    | 4                  | 0                  |             | -           | -           | 187    | 6      |        |

## Palmarès

### Club

#### Competizioni internazionali
- Coppa Sudamericana: 1

Defensa y Justicia: 2020
- Recopa Sudamericana: 1

Defensa y Justicia: 2021